# Malopoljce
Mollopolc en albanais et Malopoljce en serbe latin (en serbe cyrillique : Малопољце) est une localité du Kosovo située dans la commune/municipalité de Shtime/Štimlje, district de Ferizaj/Uroševac (Kosovo) ou district de Kosovo (Serbie). Selon le recensement kosovar de 2011, elle compte 1 062 habitants, tous albanais.

## Démographie

### Évolution historique de la population dans la localité
| 1948 | 1953 | 1961 | 1971 | 1981 | 1991 | 2011  |
| ---- | ---- | ---- | ---- | ---- | ---- | ----- |
| 320  | 350  | 437  | 567  | 741  | 839  | 1 062 |

|  |